# Henry Blanc (illustrateur)
Pour les articles homonymes, voir Henry Blanc et Blanc (homonymie).
Henry Blanc (né le 9 décembre 1921 et décédé le 6 mars 2013) était un illustrateur et dessinateur humoristique français.

## Carrière
Henry Blanc est notamment connu pour avoir créé le célèbre Jeu des 7 erreurs pour le quotidien France-Soir et pour y avoir également dessiné les aventures du commissaire San Antonio en bande dessinée, sous forme de comic strips, pendant une douzaine d'années (les textes, placés sous les images, étaient adaptés par Robert Mallat). La série San Antonio dure de septembre 1963 à mars 1975, soit 3588 strips.
Toujours pour France-Soir, Henry Blanc réalise les dessins d'une adaptation en comic strips du célèbre feuilleton radiophonique humoristique Signé Furax ; adaptation réalisée par Robert Mallat, sous la direction de Paul Gordeaux.
Il est aussi l'auteur d'une série de dessins humoristiques mettant en scène un personnage dénommé « Oncle Cyril », dans les années 1970.
En 1948, Henry Blanc travaille pour Les Gémeaux, le studio d'animation de Paul Grimault, où il contribue au dessin animé La Bergère et le Ramoneur qui sortit en 1953.